# Liste der Monuments historiques in Lentilles
Die Liste der Monuments historiques in Lentilles führt die Monuments historiques in der französischen Gemeinde Lentilles auf.

## Liste der Immobilien
| Bezeichnung                   | Beschreibung            | Standort                 | Kennzeichnung | Schutzstatus | Datum | Bild           |
| ----------------------------- | ----------------------- | ------------------------ | ------------- | ------------ | ----- | -------------- |
| Kirche St-Jacques-St-Philippe | aus dem 16. Jahrhundert | Place de l’Église (Lage) | PA00078131    | Classé       | 1933  | weitere Bilder |

## Liste der Objekte
| Bezeichnung                          | Beschreibung                                        | Standort                                          | Kennzeichnung | Schutzstatus | Datum | Bild           |
| ------------------------------------ | --------------------------------------------------- | ------------------------------------------------- | ------------- | ------------ | ----- | -------------- |
| Kruzifix                             | Holz, farbig gefasst, 16. Jahrhundert               | in der Kirche St-Jacques-St-Philippe (Lage)       | PM10003698    | Inscrit      | 1980  |                |
| Kirchenfenster                       | fünf Rundfenster aus dem 16. Jahrhundert            | in der Kirche St-Jacques-St-Philippe (Lage)       | PM10000993    | Classé       | 1933  | weitere Bilder |
| Dachbekrönung                        | Blei, 16. Jahrhundert                               | auf der Kirche St-Jacques-St-Philippe (Lage)      | PM10000994    | Classé       | 1984  |                |
| Skulptur Heiliger Jakobus der Ältere | Kalkstein, ehemals farbig gefasst, 16. Jahrhundert  | außen an der Kirche St-Jacques-St-Philippe (Lage) | PM10000995    | Classé       | 1984  |                |
| Tabernakel und Exposition            | Holz, farbig gefasst und vergoldet, 19. Jahrhundert | in der Kirche St-Jacques-St-Philippe (Lage)       | PM10003700    | Inscrit      | 1983  |                |
| Taufbecken                           | Kalkstein, bezeichnet 1779                          | in der Kirche St-Jacques-St-Philippe (Lage)       | PM10003699    | Inscrit      | 1983  |                |